# Tachytrechus elegans
Tachytrechus elegans är en tvåvingeart som beskrevs av Octave Parent 1933. Tachytrechus elegans ingår i släktet Tachytrechus och familjen styltflugor.
Artens utbredningsområde är Kongo. Inga underarter finns listade i Catalogue of Life.